# Le miracle des loups
Le miracle des loups (Brasil: O milagre dos lobos ) é um filme de aventura com fundo histórico, de 1961, dirigido por André Hunebelle, roteirizado pelo diretor e Jean Halain e Pierre Foucaud, baseado no livro de Henry Dupuy-Mazuel, música de Jean Marion.

## Sinopse
Um duque, Carlos o temerário, seqüestra a filha de seu primo o rei Louis XI, incriminando outro nobre, seu rival, estabelecendo um plano de tomar o poder.

## Elenco
- Jean Marais....... Robert de Neuville
- Rosanna Schiaffino....... Jeanne de Beauvais
- Roger Hanin....... Carlos o temerário
- Jean-Louis Barrault....... Luís 11
- Guy Delorme....... De Sénac
- Annie Anderson
- Raphaël Albert-Lambert
- Raoul Billerey
- Jean Lanier
- Georges Lycan